# 彭醇士

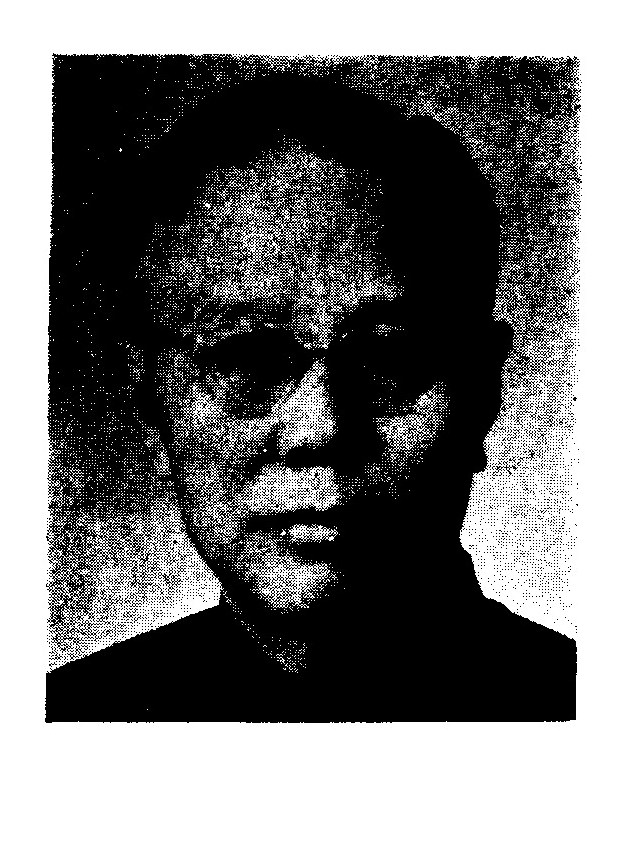
彭醇士近照

彭醇士（1896年—1976年9月29日）谱名康祺，后更名粹中，字醇士，号素庵，一号素翁，以字行，江西高安人。中华民国诗人、书画家、政治人物。

## 生平
彭醇士生于一个世家大族。20岁时，自南昌赣省中学（江西省立第一中学的前身）毕业，随即赴北京学习。民国九年（1920年），自中国大学商科毕业。在校期间，受桐城派姚永概（字叔节）传授国学，还与各省在北京的名士交游，诗书画精进。彭醇士慕钱塘戴熙（字醇士）的风节，乃易名“粹中”，字“醇士”。
徐又铮在北京创办正志中学，聘彭醇士为国学教席。后该校改组为成达学校，彭醇士获得主事者挽留。嗣后，应哈尔滨畜牧局局长萧孟白的邀请，赴哈尔滨市任该局秘书。不久，萧孟白去职，彭醇士继任局长，任职一年，此为彭醇士从政的开端。民国十二年（1923年），彭醇士弃官返回家乡江西。
彭醇士回江西后，担任南昌教育图书馆馆长。熊纯如正在担任江西省立第二中学校长，访彭醇士于馆舍，聘彭醇士兼任江西省立第二中学国学教席。
民国十三年（1924年），经熊公哲介绍，彭醇士被心远大学聘为该校国学教授。当时，江西省名士汪辟疆、王晓湘、余仲章、熊公哲为文坛四巨擘，彭醇士与他们来往密切。方本仁任江西督军之初，急切求才，延请彭醇士入其幕，担任督军公署参议，彭醇士经常以国家民族大义劝方本仁不要割据一方，方本仁后来最终投向革命阵营。
北伐成功后，彭醇士历江西省政府参事、立法委员等职务。抗日战争胜利后，出任制宪国民大会代表，后当选立法委员。1949年到台湾，历任国立台湾大学、东海大学教授，静宜文理学院教授兼系主任，中国文化大学诗学研究所所长。
彭醇士的诗书画称为三绝。其诗初学张宛丘，后学李义山；在中国大学学习时，即经常向《国闻周报》曹纕蘅主编的《采风录》投稿。其书法则自定武兰亭入门，融会二王的书法，得王羲之“奉橘”的精髓，以中小行楷最绝。其画学耕烟散人王石谷，旁及宋元诸位画家，画路既深且广，以山水为最佳。早年在南昌之时，曾和山阴陈伯平及其弟子辈交往，结“无声诗社”（取“画为无声之诗”之意）。
彭醇士曾获1964年马尼拉国际诗人大会“桂冠诗人”奖。1971年，获巴基斯坦自由大学授予名誉文学博士学位。
1976年9月29日，彭醇士因肺气肿發作，急救無效逝世，享壽81岁。

## 著作
- 《照影集》

## 荣誉
- 三等景星勋章（1946年1月1日批准[5]）